# Sašo Jerše
Sašo Jerše, slovenski zgodovinar, * 8. december 1974, Ljubljana.

## Življenje in delo
Dodiplomski študij zgodovine je dokončal na Filozofski fakulteti Univerze v Ljubljani v letih med 1993 in 1998. Po končanem študiju se je zaposlil kot mladi raziskovalec na Oddelku za zgodovino Filozofske fakultete. V študijskem letu 1998/1999 se je izpopolnjeval v zgodovini zgodnjega novega veka na Srednjeevropski univerzi v Budimpešti in tam tudi magistriral s tezo Political Thought Regarding Holy Roman Empire in the Late 16th Century. Doktorski študij je nadaljeval na Filozofski fakulteti v Ljubljani in doktoriral leta 2005 z disertacijo „Odnosi med Svetim rimskim cesarstvom in deželami Notranje Avstrije v letih od 1564 do 1590“.
Od leta 2004 sodeluje v znanstveno raziskovalnem in pedagoškem procesu Oddelka za zgodovino Filozofske fakultete. Leta 2010 je postal docent za področje slovenske in obče zgodovine zgodnjega novega veka, pet let kasneje, torej 2015, pa je za isto področje dobil naziv izrednega profesorja. 
Je tudi član Slovenske matice ter dunajskega Inštituta za proučevanje zgodnjega novega veka (Institut für die Erforschung der Frühen Neuzeit). Od leta 2010 je tudi član razikovalne skupine Verwaltungs- und Verfassungsgeschichte der Habsburger Monarchie (Univerza na Dunaju, Inštitut za zgodovino).
Bil je štipendist različnih domačih in tujih fundacij, med drugim Sklada Dr. Franca Munde, Knafljeve ustanove ter Nemške zveze za akademsko izmenjavo (DAAD) in Avstrijske znanstvene fundacije (OeAD).
Njegova raziskovanja se usmerjajo zlasti v politično in pravno zgodovino dežel Notranje Avstrije v zgodnjem novem veku; zgodovino reformacije in protestantizma; zgodovino političnih idej v zgodnjem novem veku; zgodovino historične misli; spominske študije.

## Izbrana bibliografija
- Med srednjo Evropo in Sredozemljem: Vojetov zbornik (sour. Darja Mihelič, Peter Štih). Ljubljana 2006.
- Vera in hotenja: študije o Primožu Trubarju in njegovem času (ur.). Ljubljana 2009.
- »Glaube, Hoffnung, Herrschaft. Die ‚imaginaires politiques‘ Innerösterreichs im Zeitalter des religiös-politischen Konflikts.« Mitteilungen des Instituts für österreichische Geschichtsforschung 121: 352–373 (2013)
- Im Schutz und Schirm des Reiches. Spielräume der Reichspolitik der innerösterreichischen Landstände im 16. Jahrhundert, Veröffentlichungen der Kommission für Neuere Geschichte Österreichs, ur. Brigitte Mazohl, Bd. 110. Wien, Weimar, Köln: Boehlau Verlag. (2016)
- »Slovenski kraji spomina. Pojmi, teze in perspektive zgodovinskih raziskav.« Zgodovinski časopis 71 (2017), št. 1–2: 246–267.
- Leukhup! Kmečko uporništvo v obdobju predmoderne – Zgodovina, vzporednice, (re)prezentacije. Ljubljana: 2017.